# Jake Short

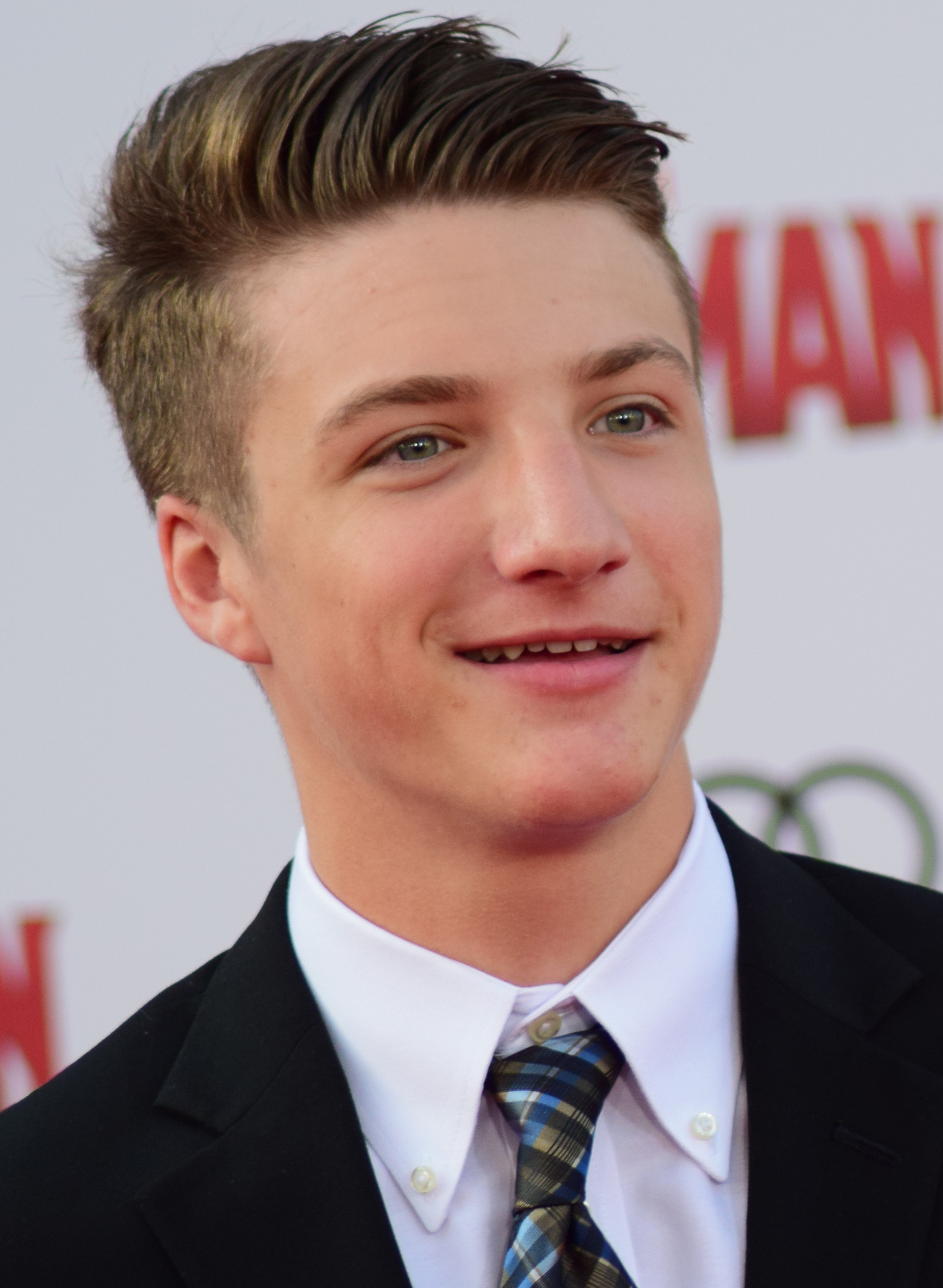
Jake Short bei der Filmpremiere von Ant-Man im Juni 2015

Jake Short (* 30. Mai 1997 in Indianapolis, Indiana) ist ein US-amerikanischer Schauspieler.

## Leben
Der im Jahre 1997 in Indianapolis, der Hauptstadt des US-Bundesstaates Indiana, geborene Jake Short begann seine Karriere als Schauspieler bereits während seiner Schulzeit, wo er allerdings anfangs nur in kleinen Produktionen eingesetzt wurde. Seinen ersten namhaften Filmauftritte hatte er im 2007 veröffentlichten Film The Anna Nicole Smith Show, wo er eine jüngere Version von Daniel Wayne Smith, dem 2006 verstorbenen Sohn von Anna Nicole Smith, die selbst im Jahre 2007 im Alter von 39 Jahren verstarb, mimte. Im Jahre 2009 kam er schließlich zu einer der Hauptrollen im Film Jack and Janet Save the Planet, wo er erstmals mit Schauspieltalenten wie China Anne McClain oder Sierra McCormick zusammen auftrat. Während im gleichen Jahr auch ein Gastauftritt in der Fernsehserie Zeke und Luther folgte, war Short 2009 auch im Film Das Geheimnis des Regenbogensteins in einer Hauptrolle zu sehen. Parallel dazu wurden in diesem Jahr auch drei Episoden von Dexter ausgestrahlt, in denen Jake Short eingesetzt wurde. Für sein Engagement in Das Geheimnis des Regenbogensteins wurde er zusammen mit Jimmy Bennett, Devon Gearhart, Leo Howard, Jolie Vanier und Trevor Gagnon mit einem Young Artist Award in der Kategorie „Best Performance in a Feature Film – Young Ensemble Cast“ ausgezeichnet. 2010 wurde Jake Short, der sowohl einen älteren Bruder als auch zwei jüngere Schwestern hat, im Kurzfilm The Other Side eingesetzt, zu dem auch ein Spielfilm entstehen soll, der bereits seit 2006 in Produktion ist. Im Jahre 2011 folgten für den jungen Schauspieler schließlich weitere Engagements, wobei er unter anderem im Kurzfilm It Is Dark in Here und in einer Episode von Shit! My Dad Says zu sehen war. Außerdem schaffte er es als Fletcher Quimby in den Cast der Walt-Disney-Serie A.N.T. Farm, die ebenfalls 2011 ihre Premiere hatte. In der Serie spielt er den künstlerisch Begabten der Advanced Natural Talents. Parallel zu seiner Schauspielkarriere besucht Short die Schule und spielt in einer regionalen All-Star-Fußballmannschaft. Zudem spielt der musikbegeisterte Nachwuchsschauspieler Gitarre und versucht sich auch in diversen anderen Sportarten wie Martial Arts oder Gymnastik.

## Filmografie
Filmauftritte (auch Kurzauftritte)
- 2007: The Anna Nicole Smith Show
- 2009: Jack and Janet Save the Planet
- 2009: Das Geheimnis des Regenbogensteins (Shorts)
- 2010: The Other Side
- 2011: It Is Dark in Here
- 2021 SuperCool
- 2022: Sex-Appeal[2]

Serienauftritte (auch Gast- und Kurzauftritte)
- 2009: Zeke und Luther (Zeke and Luther, 1 Episode)
- 2009: Dexter (3 Episoden)
- 2011: Shit! My Dad Says (1 Episode)
- 2011–2014: A.N.T.: Achtung Natur-Talente (A.N.T. Farm, 62 Episoden)
- 2013–2015: Mighty Med – Wir heilen Helden (Mighty Med, 44 Episoden)
- 2016: S3 – Gemeinsam stärker (Lab Rats: Elite Force)

## Auszeichnungen und Nominierungen
| Jahr | Auszeichnung                    | Für                                | Kategorie | Resultat |
| ---- | ------------------------------- | ---------------------------------- | --- | -------- |
| 2010 | Young Artist Award              | Das Geheimnis des Regenbogensteins | Best Performance in a Feature Film – Young Ensemble Cast (zusammen mit Jimmy Bennett, Devon Gearhart, Leo Howard, Jolie Vanier und Trevor Gagnon) | Gewonnen |
| 2012 | Nickelodeon Kids’ Choice Awards | A.N.T.: Achtung Natur-Talente      | Favorite TV Actor | Gewonnen |